# École nationale supérieure d'ingénieurs de constructions aéronautiques
L’école nationale supérieure d’ingénieurs de constructions aéronautiques (ENSICA) est une grande école d’ingénieurs implantée à Toulouse. Elle s'est rapprochée fin 2007 de l'École nationale supérieure de l'aéronautique et de l'espace (SUPAERO) pour donner naissance à une école commune : l'Institut supérieur de l'aéronautique et de l'espace (ISAE).

## Histoire

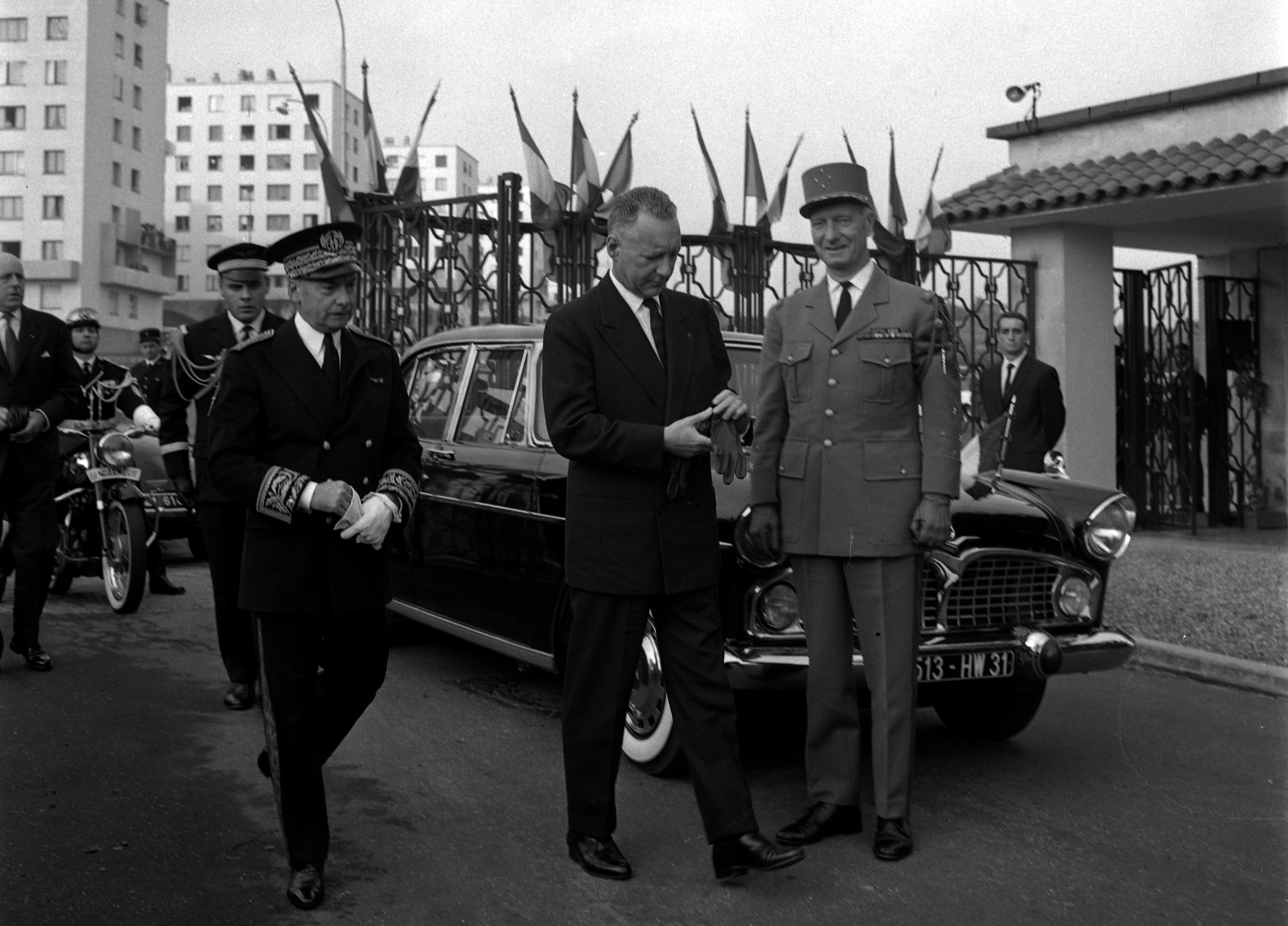
Inauguration de l'ENICA de Toulouse en 1963 par Pierre Messmer, ministre des Armées.

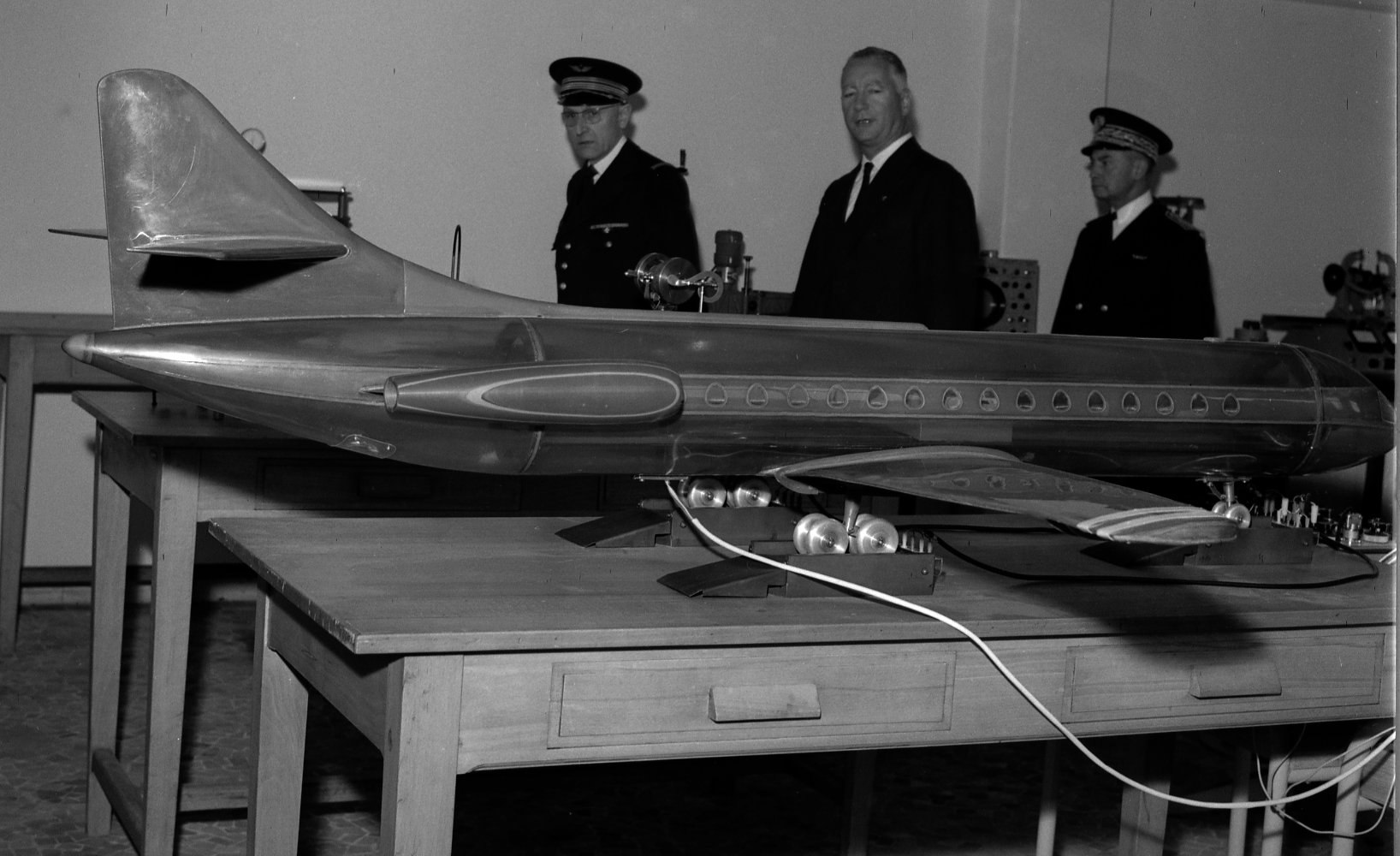
Maquette d'une Caravelle en 1963.

L’ENSICA a été créée à Paris à la Libération, sous le nom d’« École nationale des travaux aéronautiques », par l'article 8 de la loi de finances pour 1946. Vingt-cinq élèves composèrent l’effectif de sa première promotion dont vingt-quatre furent destinés à intégrer le corps des ingénieurs militaires des travaux de l’air.
Par décret du 4 juin 1957, elle change une première fois de dénomination pour devenir l'École nationale d'ingénieurs des constructions aéronautiques (ENICA). La durée des études passe à trois ans et elle se tourne vers une nouvelle vocation civile intégrant une proportion plus importante d’élèves civils.
En 1961, l'ENICA est délocalisée à Toulouse. Sous l'autorité de son directeur, Émile Blouin, elle acquiert une nouvelle dimension et se forge une identité, ayant coupé le lien géographique avec SUPAERO qui l'hébergeait dans ses locaux situés boulevard Victor à Paris (locaux ensuite occupés par l'École nationale supérieure de techniques avancées jusqu'en 2012). La construction d'une maison des élèves permet notamment de renforcer la cohésion et l’unité de ses différentes promotions.
En 1969, l’École est rattachée au concours commun des écoles nationales supérieures d'ingénieurs. L'école est récompensée en 1979 où la Médaille de l'Aéronautique lui est décernée par l’ingénieur général de l’armement Georges Bousquet : elle devient alors la même année l’École nationale supérieure d’ingénieurs de constructions aéronautiques (ENSICA).
En 2007, l'Institut supérieur de l'aéronautique et de l'espace (ISAE) regroupe l'ENSICA et SUPAERO portant création d'une école commune, l'Institut supérieur de l'aéronautique et de l'espace. Le cursus ENSICA a cependant subsisté jusqu'en 2015, avec son propre programme et son propre concours d'entrée, et les diplômes délivrés sous le sceau de l'ISAE portaient le nom ingénieur ISAE formation ENSICA.
L'école recrute sur concours communs polytechniques (CCP) au niveau Math. Spé, sur les filières MP, PC, PSI, PT et TSI. Quelques places sont également réservées aux étudiants ayant suivi le Cycle préparatoire polytechnique, ainsi qu'à des élèves issus de Licence.
À partir de 2015, l'école fusionne complètement avec Supaero et ne recrute plus qu'à travers le concours Mines-Ponts.

## Relations internationales
Depuis 2011, la délivrance du diplôme d'ingénieur requiert d'avoir effectué au minimum huit semaines consécutives à l'étranger. Les étudiants ont la possibilité d'effectuer des stages à l'étranger durant leur scolarité ou de passer leur 3e année dans une université partenaire, ce qui peut aboutir à l'obtention d'un double diplôme. Cette politique de partenariats s'illustre notamment par la participation de l'école aux réseaux Pégasus, GEA ou TIME. 
Par ailleurs, l'école accueille également en deuxième et troisième année du cursus ingénieur des étudiants en échange Erasmus ou en double diplôme, et de nombreux étudiants étrangers dans ses cursus de Master et Mastères spécialisés.

### Quelques universités partenaires
- Allemagne : université technique de Munich, université de Stuttgart, université technique de Rhénanie-Westphalie à Aix-la-Chapelle, université technique Carolo-Wilhelmina de Brunswick
- Belgique : Vrije Universiteit Brussel, Katholieke Universiteit Leuven, université catholique de Louvain
- Canada : Université de Sherbrooke, Polytechnique Montréal, Université d'Ottawa
- Chine : université de Nankin
- Espagne : université polytechnique de Madrid, université polytechnique de Catalogne (ETSEIB - ETSEIAT), université de Séville
- États-Unis : université d'État de New York à Buffalo, université d'État de Louisiane, université du Wisconsin à Madison, université du Maryland, université de Syracuse
- Italie : École polytechnique de Turin, École polytechnique de Milan
- Mexique : Institut polytechnique national
- Pays-Bas : université de technologie de Delft
- Pologne : École polytechnique de Varsovie, Lublin University of Technology
- Roumanie : université Politehnica, Académie technique militaire
- Royaume-Uni : université de Cranfield, Imperial College, University of Bristol, université de Southampton, université de Glasgow, université de Bath
- Russie : Samara State Aerospace University
- Singapour : université de technologie de Nanyang
- Suède : Institut royal de technologie